# Inga radiata
Inga radiata är en ärtväxtart som beskrevs av Henry Hurd Rusby. Inga radiata ingår i släktet Inga och familjen ärtväxter. Inga underarter finns listade i Catalogue of Life.